# Макс Планк
Макс Карл Ернст Людвіґ Планк (нім. Max Karl Ernst Ludwig Planck; 23 квітня 1858, Кіль — 4 жовтня 1947, Ґеттінґен) — німецький фізик-теоретик, основоположник квантової фізики. Лавреат Нобелівської премії з фізики (1918) та інших нагород, член Прусської академії наук (1894), низки іноземних наукових товариств і академій наук, також дійсний член Наукового товариства ім. Шевченка у Львові з 13 березня 1924 року.
Наукові праці Планка присвячені термодинаміці, теорії теплового випромінювання, квантовій теорії, спеціальній теорії відносності, оптиці. Він сформулював друге начало термодинаміки у вигляді принципу підвищення ентропії та використав його для розв'язання різних задач фізичної хімії. Застосувавши до проблеми рівноважного теплого випромінювання методи електродинаміки та термодинаміки, Планк отримав закон розподілу енергії в спектрі абсолютно чорного тіла (формула Планка) й обґрунтував цей закон, ввівши уявлення про кванти енергії та квант дії. Це досягнення поклало початок розвитку квантової фізики, розробкою різних аспектів якої він займався в подальші роки («друга теорія» Планка, проблема структури фазового простору, статистична механіка квантових систем і так далі). Планк уперше вивів рівняння динаміки релятивістської частинки і заклав основи релятивістської термодинаміки. Низка праць Планка присвячена історичним, методологічним і філософським аспектам науки.

## Біографія

### Походження і освіта (1858—1878 роки)
Макс Планк народився 23 квітня 1858 року в місті Кіль. Планк належав до старовинного шляхетського роду; серед його предків — видатні юристи, вчені, військові та церковні діячі. Його дід Генріх Людвіг Планк (Heinrich Ludwig Planck, 1785—1831) і прадід Готліб Якоб Планк (Gottlieb Jakob Planck, 1751—1833) були професорами теології в Геттінгенському університеті, а дядько Готліб Карл Георг Планк (Gottlieb Karl Georg Planck, 1824—1910) — відомим юристом, одним із творців Німецького цивільного кодексу. Батько майбутнього фізика, Вільгельм Планк (Johann Julius Wilhelm von Planck, 1817—1900), також був юристом, професором права Кільського університету. Він був одружений два рази та мав двох дітей від першого шлюбу (Гуго і Емма) та п'ятьох від другого (Герман, Гільдеґард, Адальберт, Макс і Отто). Мати Макса, Емма Патціг (Emma Patzig, 1821—1914), походила з пастирської родини із померанського містечка Грайфсвальд. Як писав відомий фізик Макс Борн, «про походження Планка, про всіх цих людей — прекрасних, гідних, непідкупних, благородних і великодушних, які віддали себе служінню церкві і державі, — необхідно пам'ятати кожному, хто захоче зрозуміти характер Макса Планка і витоки його успіху».
У 1880 році Планк написав докторську дисертацію «Рівноважні стани ізотропних тіл при різних температурах» (нім. Gleichgewichtszustände isotroper Körper in verschiedenen Temperaturen), у якій він пропонує різноманітні розв'язки фізико-хімічних проблем на основі своїх висновків. Після відкритої лекції на тему «Про принципи механічної теорії газів» та дискусії після неї, 14 червня 1880 року завершується процес захисту його докторської дисертації і у 22-річному віці він став приват-доцентом Мюнхенського університету. У ці часи Планк живе з батьками і серед професійних кіл він майже невідомий. Його дисертація і роботи на той час не привертають уваги. Планк починає у цей час свої дослідницькі роботи в галузі термодинаміки й особливо ентропії. Він досліджує зміни агрегатних станів, газові суміші та розчини. У квітні 1885 року Кільський університет запрошує Планка на місце екстраординарія теоретичної фізики. Після коротких перемовин та добрих зв'язків його батька у м. Кіль, Планк отримує місце професора університету, хоча у цей час там було мало студентів. Влітку 1886 року Планк заручився, а 31 березня 1887 року одружився з Марією Мерк (1861—1909). 9 березня 1888 року народжується його перший син Карл (1888—1916), а у квітні 1889 близнята Емма (1889—1919) та Ґрета (1889—1917), 1893 року у сім'ї народжується четверта дитина — син Ервін (1893—1945). У цей час Планк також визначає для себе теоретичну фізику як область наукових досліджень. Це рішення було незвичайним на той час, оскільки у Німеччині тоді цим займались лише дві кафедри. У той час домінує експериментальна фізика, а теоретична розглядалася лише як допоміжний інструмент чи прикра необхідність.
У 1889 році став першим директором нового Інституту теоретичної фізики Університету Фрідріха Вільгельма в Берліні, а з 1892 до 1926 року займав місце професора фізики Берлінського університету, ставши наступником Кіргхофа на кафедрі фізики. Видав п'ятитомник «Вступ до теоретичної фізики», написаний у 1916—1932 роках. За цією книгою навчалися студенти не тільки Німеччини, а й інших країн світу.

### Перша світова війна
Початок Першої світової війни Макс Планк зустрів у піднесені й вдячності з переживання того «чудового часу». Політично та консервативно настроєний Планк був лояльним до кайзера і водночас патріотом своєї батьківщини. Він поділяв піднесення більшості населення і навіть використав це у щорічному святі заснування університету 3 серпня 1914 року, та вказав у своїй доповіді на фізичну тему, що у цій війні йдеться «про життя і смерть, про честь і навіть можливо про існування батьківщини». Планк належав до підписантів звернення «До культурного світу», що також відоме під назвою «Маніфест 93». У ньому численні науковці заперечують звіти про німецькі військові злочини у нейтральній Бельгії і визначають їх як ворожу пропаганду, чим виправдовують німецький мілітаризм. Протягом війни Планк показував себе її прихильником, але водночас він виступав проти шовінізму, в якому бачив загрозу науці. Він відкидає підпорядкування науки національним інтересам. У 1916 році запобігає виключенню членів Академії наук з «ворожих країн». У тому ж 1916 році заявляє, що міжнародне співробітництво у науці може поєднуватися з «палаючою любов'ю та активною роботою для власної батьківщини». Сини Макса Планка Карл та Ервін були солдатами на фронті, а доньки Емма та Ґрета медсестрами. Ервін був поранений на фронті 7 вересня 1914 року та потрапив у французький полон. Карл Планк загинув 16 травня 1916 року під Верденом. Макс Планк мужньо переніс втрату, навіть так що деякі його друзі лише після декількох тижнів взнали про втрату. 15 травня 1917 року померла його дочка Ґрета від тромбоемболії легеневої артерії, лише декілька днів після народження її першої дитини. Про її народжену доньку почала турбуватися сестра-близнючка Емма. У січні 1919 року Емма одружується на вдівцеві Ґрети — Фердинандові Фелінґу, професорові з Гайдельберґу. Однак 21 листопада 1919 року помирає і Емма, при народженні дочки.

### Націонал-соціалізм та період Другої світової війни
У 1930 році Макс Планк очолив Інститут фізики кайзера Вільгельма. У 1933 — році приходу нацистів до влади, Планк уже був 74-річним чоловіком та перебував на посаді (з 1930 р.) голови Товариства кайзера Вільгельма. Він був вихований у пруській традиції і для нього було само собою зрозумілою лояльність до державної влади. Проте Планк переживає тим, що багато його колег єврейського походження покидають свої посади та покидають Німеччину. Він пробує затримати їх своїм «протриматися і дальше працювати».
Отто Ган зробив запит Планку, чи не можна зробити загальний заклик для певного числа відомих німецьких професорів виступити проти такого ставлення влади до професорів єврейського походження, на що Планк відповів: «Якщо ми сьогодні зберемо таких 30 чоловік, то завтра прийде 150, які виступлять проти, тому що вони хочуть мати їх робочі місця». Щодо самого Габера, Планк звертався безпосередньо до самого Гітлера, однак безуспішно. Габер помер у екзилі у 1934 році. Рік пізніше Планку, як ще голові Товариства кайзера Вільгельма, вдається організувати відзначення роковин смерті Габера. У 1936 році після закінчення головування у Товаристві кайзера Вільгельма, Планк відмовляється висувати свою кандидатуру. З цим ситуація навколо нього ускладнюється. Йоганнес Штарк, представник руху Німецька фізика та президент фізично-технічного імперського інституту, обзиває публічно Планка, Зоммерфельда та Гайзенберґа «білими жидами». Управління наукою досліджує походження Планка і визначає, що він лише на 1/16 єврей. У 1938 році Планк святкує своє 80-річчя. Під час святкувань організованих Німецьким фізичним товариством, Луї де Бройль отримує медаль Макса Планка. Сам Планк отримує близько 900 привітань, на які він сам відписав відповіді. Під кінець 1938 року Академія наук піддалася процесу «Ґляйхшальтунґ», через який Планк подає у відставку. 
Під час Другої світової війни Планк залишає Берлін і перебирається з березня 1943 року в будинок для гостей Карла Штіля — багатого промисловця. Цей будинок побудований на місці Замку Роґетц між Тангермюнде та Магдебургом стоїть і зараз. У лютому 1944 будинок Планка у Берліні зруйновано під час бомбування. В останні дні війни Планк та його дружина перебувають між двох фронтів, а після її закінчення він проживає у племінниці у Ґеттінґені.
1945 року Планк повернувся на свою посаду (заклад було перейменовано на Інститут фізики імені Макса Планка), і очолював інститут до кінця життя.

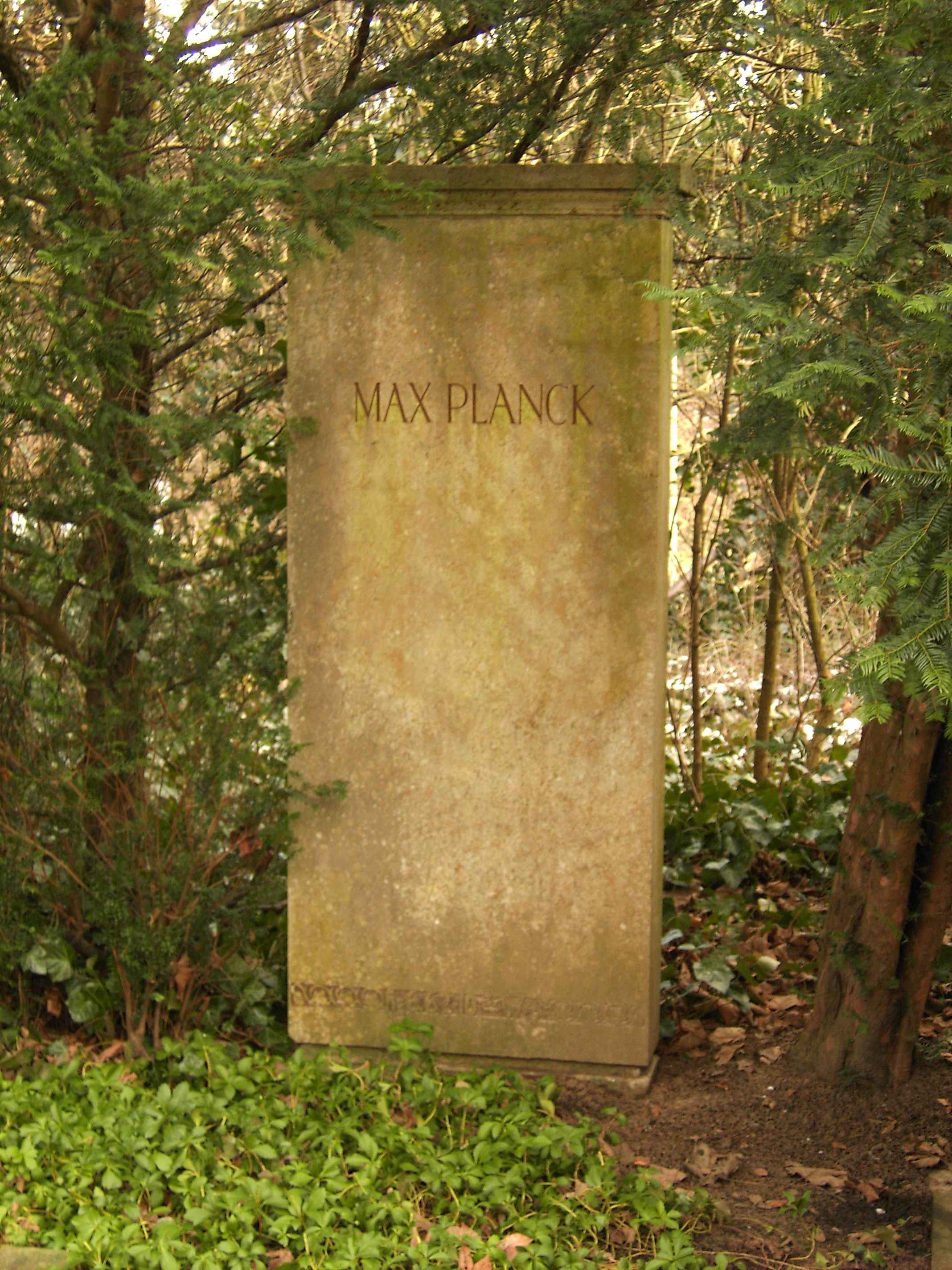
Могильна плита Макса Планка на міському кладовищі у Ґетінґені

### Повоєнні роки
По закінченні війни з Ґетінґена під керівництвом Ернста Тельшова почалася відбудова Товариства кайзера Вільгельма. Планк стає знову його головою. 1 квітня 1946 року після повернення з Англії головування у товаристві перебирає Отто Ган. Влада Британської зони окупації Німеччини наполягає на зміні назви товариства. 11 вересня 1946 року Товариство кайзера Вільгельма перейменовують на Товариство імені Макса Планка. Планка називають його почесним головою. Незважаючи на свій вік, Планк проводить низку доповідей. Так, у липні 1946 року він присутній як єдиний представник Німеччини на святкуванні 300-річчя з дня народження Ісаака Ньютона влаштованому Лондонським королівським товариством.
4 жовтня 1947 року Планк помер. На його могильній плиті вибито тільки ім'я та прізвище ученого і чисельне значення сталої Планка.

## Дослідження

### Спектр абсолютно чорного тіла й зародження квантової механіки
Свої дослідження Планк присвячував в основному питанням термодинаміки. Популярність він здобув після пояснення спектру так званого «абсолютно чорного тіла». Цим поняттям позначають якийсь предмет, чиє випромінювання залежить тільки від температури і видимої площі поверхні. На противагу фізичним уявленням про неперервність усіх процесів, що було основою фізичної картини світу, побудованої Ньютоном і Лейбніцем, Планк увів уявлення про квантову природу випромінювання. А саме, згідно з його теорією електромагнітні хвилі випромінюються і поглинаються порціями (квантами) з енергією, пропорційною частоті
{\displaystyle E=h\nu ,}
де {\displaystyle \nu } — частота випромінювання, а {\displaystyle h} — коефіцієнт пропорційності, універсальна фізична стала, яка отримала назву сталої Планка.
При термодинамічній рівновазі чорного тіла, нагрітого до температури T, із своїм випромінюванням, спектр випромінювання описується розподілом Планка:
{\displaystyle I(\nu )\,\mathrm {d} \nu \,\mathrm {d} \Omega ={\frac {2h\nu ^{3}}{c^{2}}}{\frac {1}{e^{\left({h\nu }/{kT}\right)}-1}}\mathrm {d} \nu \,\mathrm {d} \Omega },
де I(ν) — енергія, яка з одиниці площі в одиницю часу випромінюється в частотному діапазоні між ν і ν+dν у просторовий кут {\displaystyle \mathrm {d} \Omega }; c — швидкість світла, k — стала Больцмана.
За своєю природою Планк був консерватором. Він працював над поясненням результатів експериментального вимірювання випромінювання абсолютно чорного тіла. До того Вільгельм Він отримав формулу, що добре описувала спектр при високих частотах, а закон Релея — Джинса добре описував спектр при малих частотах, проте призводив до ультрафіолетової катастрофи при високих. Планку вдалося отримати формулу, що давала описувала весь спектр, однак це була тільки емпірична залежність. Намагаючись знайти їй теоретичне обґрунтування, Планк звернувся до статистичної фізики. Йому довелося припустити, що світло випромінюється порціями з енергією, пропорційною частоті. Спочатку Планк сприйняв це тільки як формальне припущення. Це припущення суперечило його поглядам на світ. У наступні роки він намагався знайти пояснення, але безуспішно. Однак, він не бачив іншого виходу: саме така формула описувала експериментальний спектр, і отримати її можна було тільки зробивши припущення про кванти енергії.

### Інші дослідження
Внесок Планка в сучасну фізику не вичерпується відкриттям кванта і сталою, що носить нині його ім'я. Сильне враження на нього справила спеціальна теорія відносності Ейнштейна, опублікована в 1905. Повна підтримка, надана Планком новій теорії, в чималій мірі сприяла ухваленню спеціальної теорії відносності фізиками. До інших його досягнень відноситься запропоноване ним виведення рівняння Фоккера — Планка, що описує поведінку системи частинок під дією невеликих випадкових імпульсів (див. Броунівський рух).
Планк запропонував систему універсальних фізичних сталих, утворених із відомих сталих, яка отримала назву одиниць Планка. Одиниці Планка відображають гіпотетичні граничні природні масштаби для довжини, часу, маси та інших величин.
Макс Планк отримав Нобелівську премію в 1918 році за внесок у розвиток квантової фізики.

## Особисте життя
Особисте життя Планка було відмічене низкою трагедій. Його перша дружина Марія Мерк, від якої у Планка було двоє синів і доньки-двійнята, померла в 1909 році. Через два роки Планк одружився з племінницею померлої дружини Мартою фон Гесслін, яка народила ще одного сина Германа. Старший син Планка загинув у Першу світову війну, а обидві його доньки померли при пологах. Другий син, Ервін, був страчений 20 липня 1944 року за участь в змові проти Гітлера.

## Наукові досягнення
- Створення квантової гіпотези, яка дозволила розв'язати одну з найважливіших проблем термодинаміки — проблему «ультрафіолетової катастрофи», за створення квантової гіпотези отримав Нобелівську премію 1918 року.
- Вивід рівнянь релятивістської динаміки та термодинаміки.

## Учні
Макс Планк був професором 37 років і сприймався як викладач студентами добре. Йому проте не вдалося заснувати окремої наукової школи. Протягом своєї наукової кар'єри Планк мав численних докторантів, але в силу різних обставин він рідко підтримував з ними зв'язок. Однак близько двадцяти його вихованців пізніше стають видатними науковцями. Серед них:
- 1897 Макс Абрагам (1875—1922), фізик-теоретик
- 1904 Моріц Шлік (1882—1936), німецький філософ, фізик, один із засновників логічного позитивізму й Віденського гуртка
- 1906 Вальтер Мейснер (1882—1974), фізик, роботи з надпровідності
- 1906 Макс фон Лауе (1879—1960), лауреат Нобелівської премії 1914 р. за відкриття дифракції рентгенівських променів на кристалах.
- 1907 Фріц Райхе (1883—1960), фізик-теоретик
- 1912 Вальтер Шотткі (1886—1976), фізика твердого тіла, статистики, електроніки, фізики напівпровідників, термодинаміки
- 1912 Ернст Ламла (1888—1986), фізик
- 1914 Вальтер Боте (1891—1957), фізик, лауреат Нобелівської премії з фізики за 1954 рік.

## Відзнаки та присвяти названі на честь Планка
- 1914: Закордонний член Національної академії деї Лінчеї у Римі
- 1915: Pour le Mérite за науку і мистецтво (з 1930 року Макс Планк канцлер цього ордену)
- 1918: Нобелівська премія з фізики (вручена у 1919)
- 1928: Орлиний щит Німецької імперії
- 1929: Медаль імені Макса Планка. Найвища нагорода з теоретичної фізики Німецького фізичного товариства. Перші нагороди отримали Макс Планк та Альберт Ейнштейн
- Почесний доктор університетів Франкфурта, Мюнхена, Ростока, Берліна, Граца, Кембриджа, Лондона та Глазго.
- 1938: Астероїд 1069 Планкія.
- 1947: Почесний громадянин м. Кіля.
- 1953: Випуск 30-пфенінгової марки поштою західного Беріна. Серія «Чоловіки історії Берліна»
- З 1957 до 1973 на 2-DM-Монетах ФРН карбувалося зображення Макса Планка.
- 1958: Відкрито пам'ятну дошку в подвір'ї Гумбольдтського університету Берліна.
- 1970: Гігантський кратер Планк і долина на зворотному боці Місяця отримали ім'я науковця.
- 1983: в НДР випущено в оббіг 5-ДМ пам'ятну монету до 125-річчя з дня народження.
- З нагоди 150 років з дня народження, 10 квітня 2008 року випущено спеціальну поштову марку та пам'ятну монету вартістю 10 євро[18].

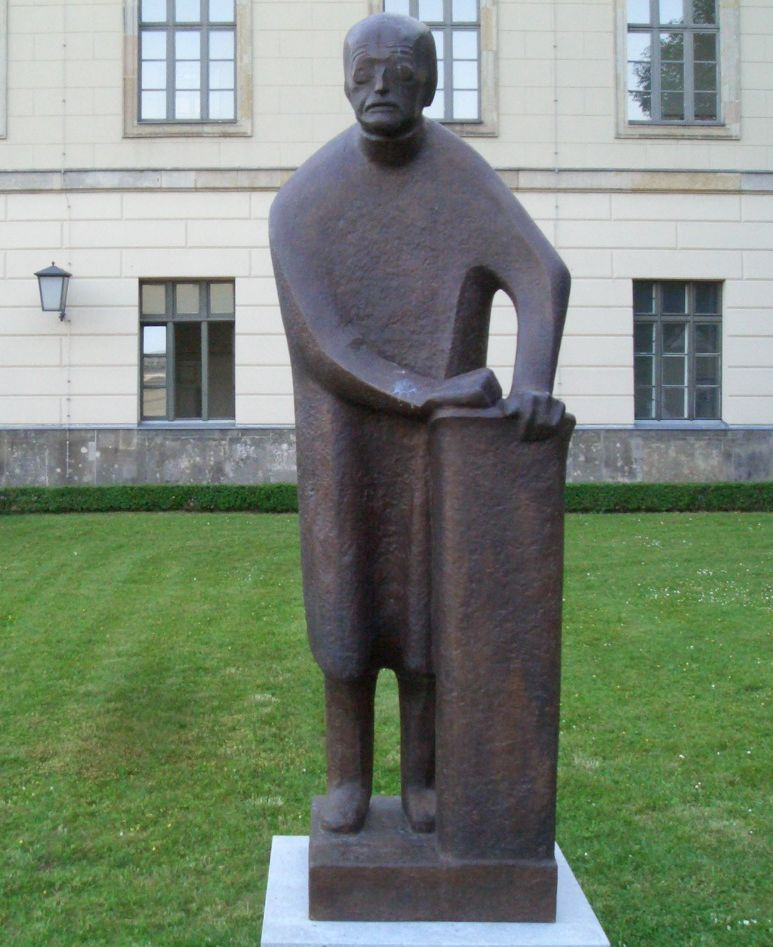
Пам'ятник Максу Планку скульптора Бернгарда Гайліґера, 1948/49
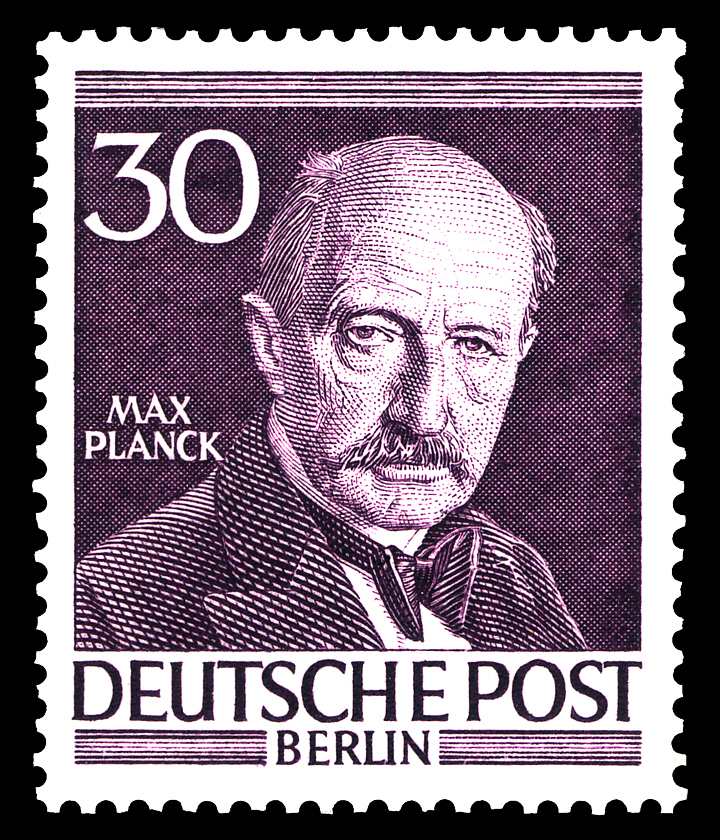
Поштова марка (1952)
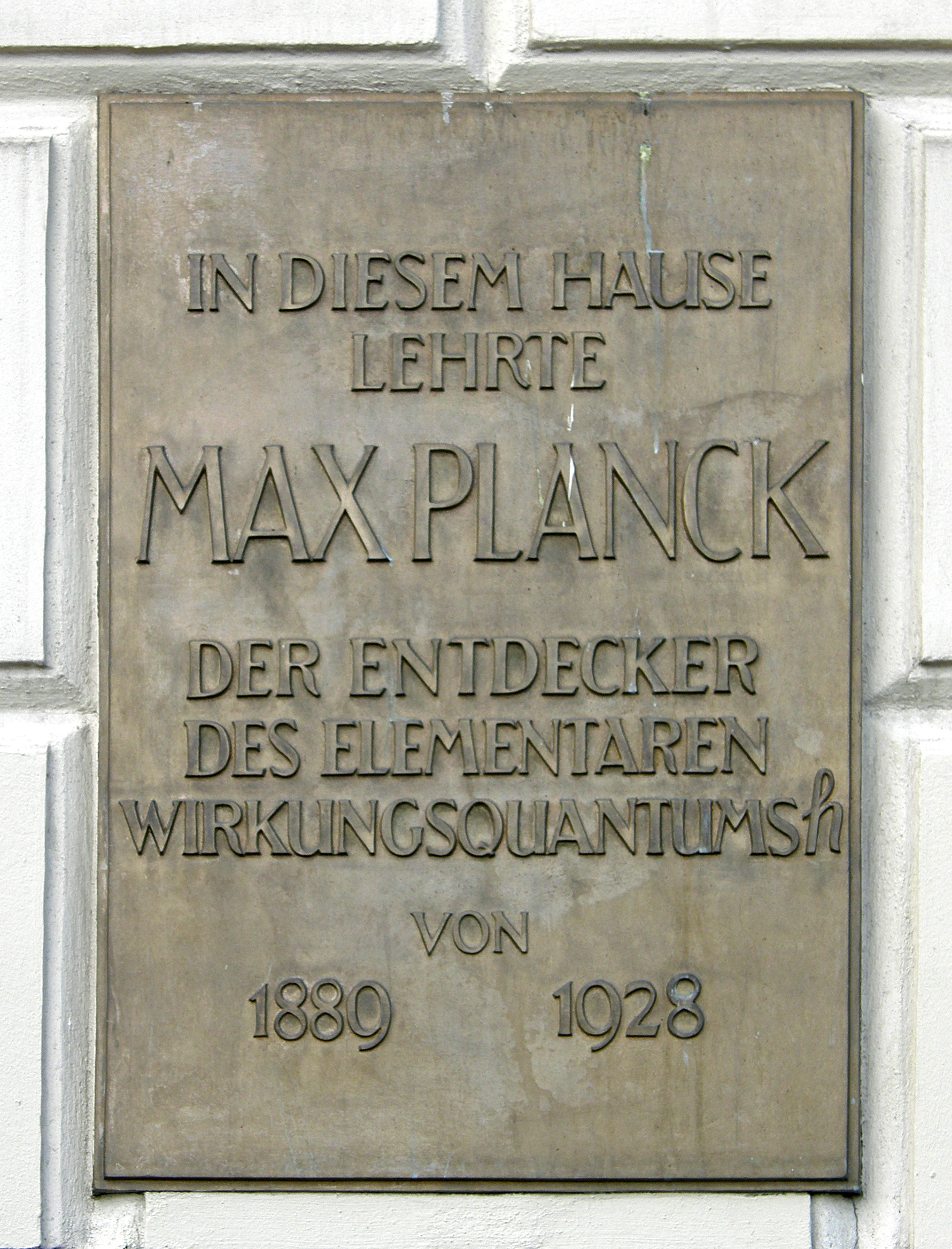
Пам'ятна дошка у подвір'ї Гумбольдтського університету Берліна.
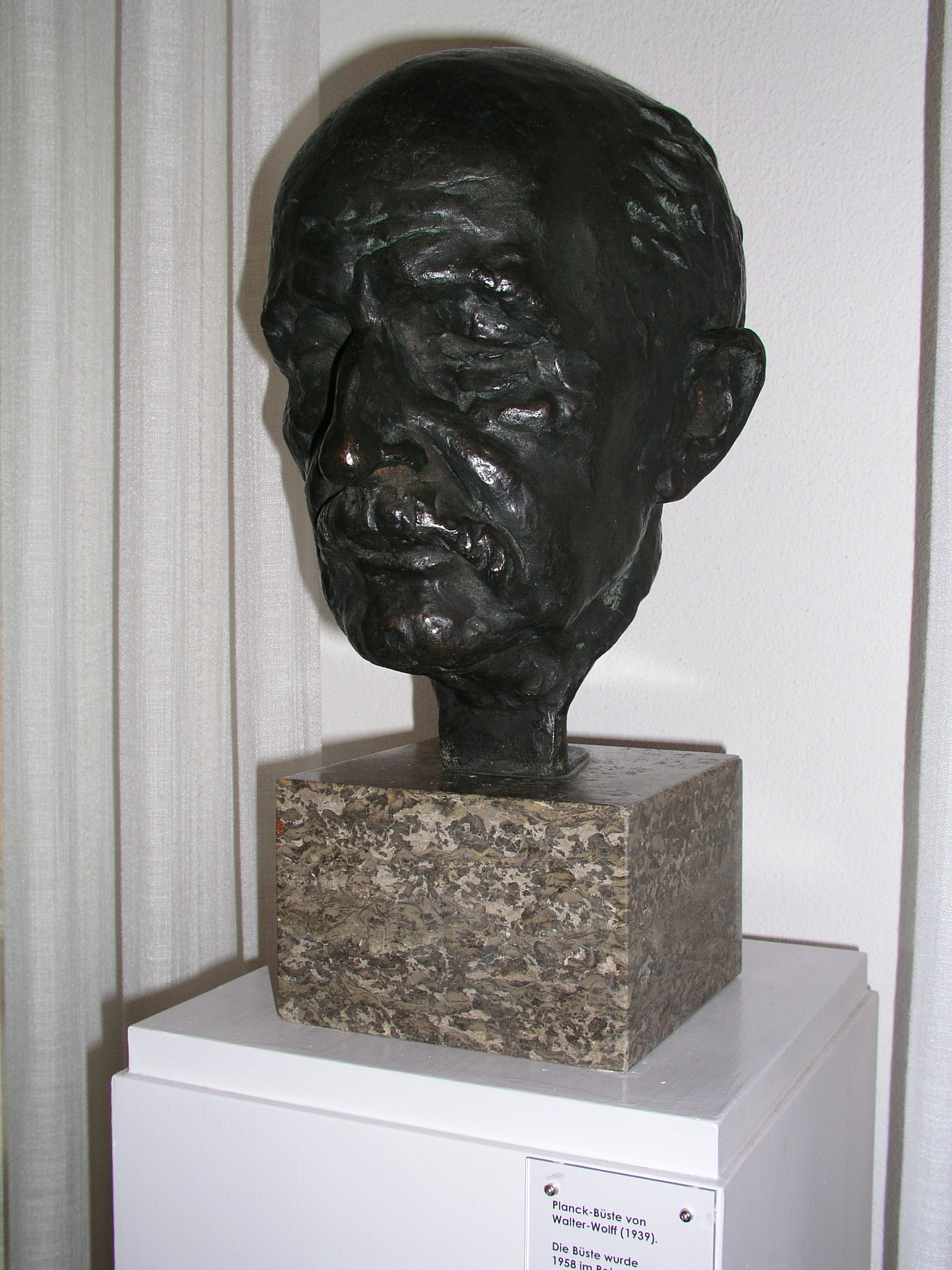
Бюст у Magnushaus
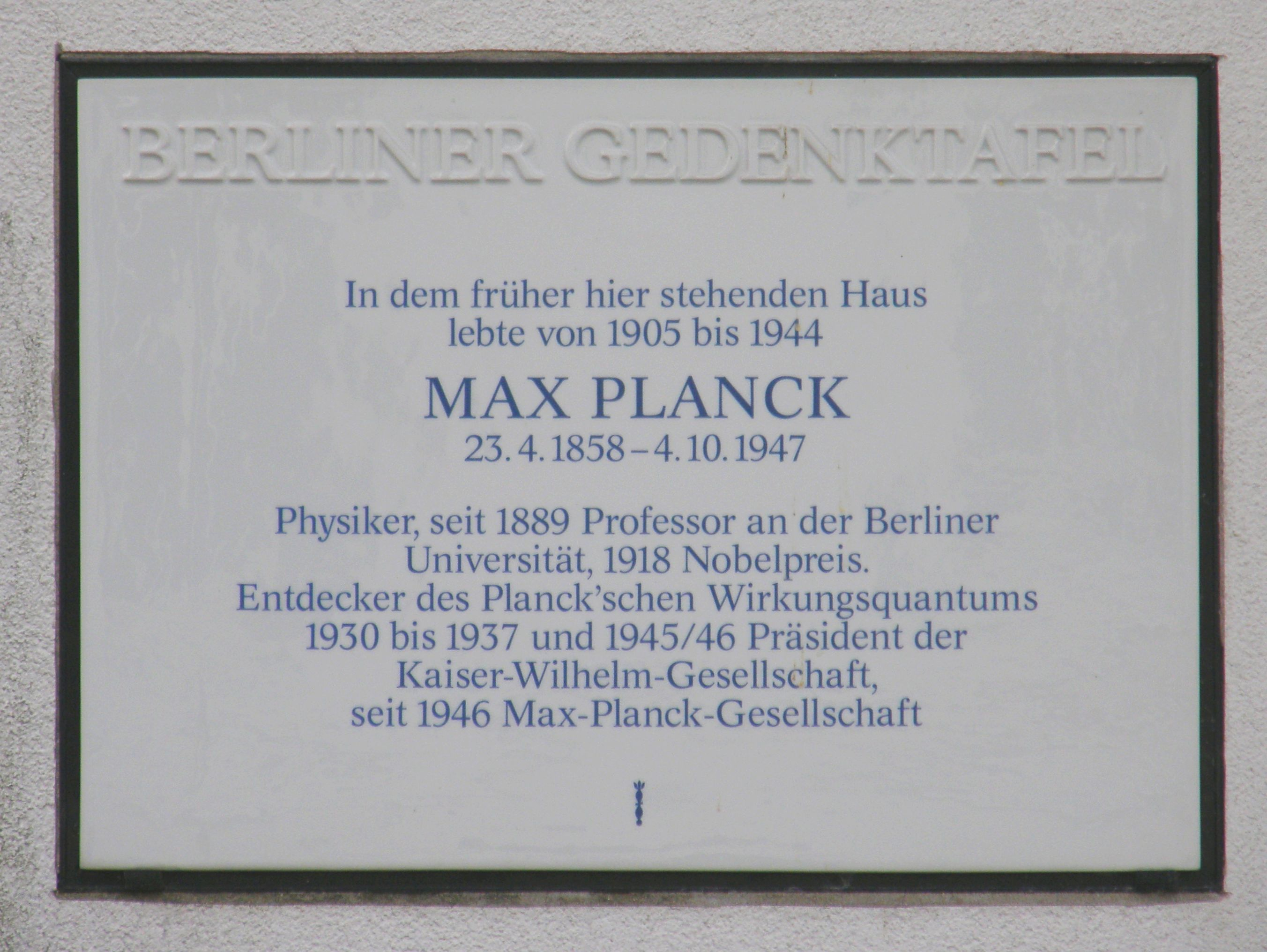
Пам'ятна дошка у Берлін-Ґрюневальд

## Вибрані праці

### Монографії та доповіді
- Über den zweiten Hauptsatz der mechanischen Wärmetheorie [Архівовано 19 вересня 2011 у Wayback Machine.]. Ackermann, München 1879. (дисертація)
- Gleichgewichtszustände isotroper Körper in verschiedenen Temperaturen. Ackermann, München 1880. (габілітаційна дисертація)
- Planck, Max. Vorlesungen über Thermodynamik, 1897.
- Das Weltbild der neuen Physik. доповідь 18 лютого 1929 року, Фізичний інститут Лейденського університету (Physikalisches Institut der Universität Leiden)
- Vom Wesen der Willensfreiheit und andere Vorträge, herausgegeben von Armin Hermann, Fischer Taschenbuch Verlag, Frankfurt Main 1990, ISBN 3-596-10472-6.
Зміст: Erinnerungen, zur Geschichte der Auffindung des physikalischen Wirkungsquantums, Prinzip der kleinsten Wirkung, Wesen des Lichts, Kausalgesetz und Willensfreiheit, Ansprache in der Preußischen Akademie der Wissenschaften, Vom Wesen der Willensfreiheit, Religion und Naturwissenschaft, Determinismus oder Indeterminismus, Scheinprobleme der Wissenschaft, Sinn und Grenzen der exakten Wissenschaft.

### Вибрані журнальні статті
- Über eine Verbesserung der Wienschen Spektralgleichung. Verhandl. Dtsch. phys. Ges. 2, 1900, S. 202—204[19]
- Zur Theorie des Gesetzes der Energieverteilung im Normalspektrum. Verhandl. Dtsch. phys. Ges. 2, 1900, S. 237—245[20]
- Über das Gesetz der Energieverteilung im Normalspektrum. Ann. Phys. 4, 1901, S. 553—563[21]
- «Entropy and Temperature of Radiant Heat.» Annalen der Physik, vol. 1. no 4. April, 1900, p. 719-37.
- «On the Law of Distribution of Energy in the Normal Spectrum». Annalen der Physik, vol. 4, 1901, p. 553 ff.

### Загальна література, біографії
- Hans Hartmann: Max Planck als Mensch und Denker. Siegismund, Berlin 1938 (2. überarbeitete Auflage bei Hirzel, Leipzig 1948, 3. neubearbeitete Auflage bei Ott, Basel 1953, кишенькове видання: Ullstein, Frankfurt 1964) (нім.)
- Heinrich Vogel: Zum philosophischen Wirken Max Plancks. Akad.-Verlag, Berlin 1961. (нім.)
- Max Planck: Wissenschaftliche Selbstbiographie: Mit einem Bildnis und der von Max von Laue gehaltenen Traueransprache[недоступне посилання з липня 2019] Barth, Leipzig 1948 (нім.)
- Wolfgang Gerlach: Die Quantentheorie: Max Planck, sein Werk und seine Wirkung. Universitätsverlag, Bonn 1948 (нім.)
- Armin Hermann: Max Planck: mit Selbstzeugnissen und Bilddokumenten. Rowohlt, Reinbek 1973, ISBN 3-499-50198-8 (8. Auflage 2005) (нім.)
- John Lewis Heilbron: The Dilemmas of an Upright Man: Max Planck and the fortunes of German science. University of California Press, Berkeley 1986, mit Literaturverzeichnis (розширене видання: Harvard University Press, Cambridge 2000, ISBN 0-674-00439-6) (англ.)
- Astrid von Pufendorf: Die Plancks. Eine Familie zwischen Patriotismus und Widerstand. Propyläen, Berlin 2006, ISBN 3-549-07277-5. (нім.)
- Ernst Peter Fischer: Der Physiker. Max Planck und das Zerfallen der Welt. Siedler, München 2007, ISBN 978-3-88680-837-3. (нім.)
- Jules Leveugle: La Relativité, Poincaré et Einstein, Planck, Hilbert: Histoire véridique de la Théorie de la Relativité. L'Harmattan, Paris 2004, ISBN 2-7475-6862-8. (фр.)
- Dieter Hoffmann: Max Planck. Die Entstehung der modernen Physik. Beck, München 2008, ISBN 978-3-406-56242-6 (нім.)
- Dieter Hoffmann : Max Planck und die moderne Physik. Springer, Berlin 2010, ISBN 978-3-540-87844-5 (збірник статей) (нім.)

### Бібліографіїпраць Планка
- Max Planck: Physikalische Abhandlungen und Vorträge: Aus Anlass seines 100. Geburtstages (23. April 1958). Herausgegeben vom Verband Deutscher Physikalischer Gesellschaften und der Max-Planck-Gesellschaft zur Förderung der Wissenschaften, Vieweg, Braunschweig 1958 (3 томи)
- Petra Hauke: Literatur über Max Planck: Bestandsverzeichnis. Max-Planck-Gesellschaft zur Förderung der Wissenschaften, Berlin 2001, ISBN 3-927579-14-9. (Veröffentlichungen aus dem Archiv zur Geschichte der Max-Planck-Gesellschaft 14)

### Ювілейні збірники
- Emil Warburg, Max von Laue, Arnold Sommerfeld, Albert Einstein, Max Planck: Zu Max Plancks sechzigstem Geburtstag: Ansprachen. Karlsruhe 1918 (Mit Erinnerungen von Max Planck) (нім.)
- Deutsche Akademie der Wissenschaften: Max Planck zum Gedenken. Berlin 1958 (нім.)
- Kockel, Macke, Papapetrou: Max-Planck-Festschrift 1958. Berlin 1959 (нім.)
- Eugen Hintsches, Dieter Hoffmann: Max Planck: Vorträge und Ausstellung zum 50. Todestag. Herausgegeben von der Max-Planck-Gesellschaft zur Förderung der Wissenschaften, Pressereferat, München 1997 (нім.)